# Adriana Albini
Adriana Albini (Venezia, 2 settembre 1955) è una chimica organica, patologa e divulgatrice italiana, nonchè ricercatrice nell'ambito della farmacologia oncologica, nota per aver  sviluppato il concetto di angioprevenzione per controllare lo sviluppo del neoplasie.
È l'unica donna italiana nella lista BBC 100 Women of 2020, prima donna italiana eletta nel Board of Directors dell'American Association for Cancer Research

## Biografia
Nata in una famiglia molto stimolante culturalmente, vive a Venezia poi a Firenze ed infine a Genova; la madre Giovanna è insegnante di matematica e il padre Umberto un rinomato grecista che la spinge a studiare chimica nonostante la sua propensione per la scrittura. Laureatasi in chimica organica nel 1979 all'università di Genova, l'anno successivo ottiene l'abilitazione alla professione. Sposata con Douglas Noonan, professore all'Università degli Studi dell'Insubria, ha due figli Thomas e Silvia, e una sorella Francesca Albini traduttrice; parla 3 lingue inglese, francese e tedesco.
Appassionata di scherma da giovane, abbandona la pratica sportiva per motivi di lavoro ma la riprende più avanti divenendo campionessa di scherma Master e conquistando una medaglia d'argento al campionato europeo del 2015 e una di bronzo ai Campionati del mondo per veterani 2018. Nonostante le molte attività professionali si dedica anche alla scrittura pubblicando diversi romanzi.

## Vita professionale
Inizia la sua attività professionale nel 1980 come ricercatrice all'Istituto Scientifico Tumori di Genova dove resterà fino al 2005 salvo diversi anni trascorsi all'estero per specializzarsi: fa ricerca biomedica per due anni all'Istituto Max Plank di Monaco di Baviera e poi al Gesellschaft für Strahlen - und Umweltforschung mbH (GSF) nella stessa città. Rientra brevemente a lavorare in Italia per poi recarsi negli USA nel 1985, dove resta tre anni lavorando al National Institute of Health a Bethesda. Tornata nel 1988 definitivamente in Italia, lavora per 26 anni all'Ospedale San Martino, dal 2005 come direttrice.
Dal 2022 è Collaboratrice della Direzione Scientifica all'IRCCS Istituto Europeo di Oncologia (IEO). È stata dal 2006 direttore dei laboratori di ricerca biomedica prima a Castellanza, poi a Reggio Emilia e dal 2015 ha diretto due strutture di ricerca all'IRCCS MultiMedica di Milano. Contemporaneamente dal 2005 insegna al Corso di Perfezionamento in Farmacia Oncologica e Corso di Master (II° livello) in Farmacia e Farmacologia oncologica all'Università Bicocca di Milano e dal 2010 anche al Corso di Dottorato in Biotecnologie, Bioscienze e Tecnologie Chirurgiche all'Università dell'Insubria di Varese.

### Attività scientifica
Nel 1985 mette a punto un modello di “metastasi in provetta” che sarà poi usato in tutto il mondo per la facilità d'uso ed il basso costo; il relativo articolo ottiene più di 1 000 citazioni. In seguito il modello sarà da lei utilizzato per lo studio dell'angiogenesi, perché consente di valutare la capacità delle cellule endoteliali di formare vasi sanguigni a vantaggio dei tumori". Studia gli aspetti molecolari di componenti della dieta alimentare per la creazione di un programma di prevenzione delle neoplasie. Svolge ricerca nell'ambito oncologico, in particolare sul microambiente tumorale e angiogenesi, sulla tossicità per il sistema cardiovascolare di farmaci antineoplastici e sulla prevenzione farmacologica con derivati alimentari; le sue ricerche hanno evidenziato nell'Hypericum perforatum (Erba San Giovanni) principi attivi per la lotta contro il cancro; ha coordinato inoltre ricerche sui principi anticancerogeni del luppolo. Attraverso una serie di studi sul contributo alla progressione dei tumori, da parte delle cellule infiammatorie, ha contribuito all’identificazione di una nuova popolazione di cellule natural killer (NK), con attività pro-angiogenica, nei tumori solidi.
È titolare di 14 brevetti per nuove strategie terapeutiche contro il cancro. Ha diretto o coordinato laboratori di ricerca e gruppi di lavoro. La sua produzione scientifica supera le 400 pubblicazioni con un Indice H di 102.

### Attività divulgativa
Iscritta all'albo dei giornalisti, alle attività di ricerca scientifica ha affiancato interventi di divulgazione scientifica collaborando con Il Secolo XIX di Genova, curando dal maggio 2003 all'agosto 2004 l'editoriale scientifico domenicale di Repubblica, edizione di Genova, poi il supplemento Salute di Repubblica. Collabora con Galileo on line, Sapere e www.mentelocale.it. È stata invitata in diversi programmi televisivi Rai tra cui Elisir, Unomattina e Geo.

## Empowerment femminile
Quando si reca negli USA per la specializzazione si sensibilizza al tema del gender gap e entra a far parte della associazione Women in Cancer Research curando diversi corsi di formazione volti ad insegnare alle donne a farsi strada mettendo a frutto capacità e merito. Molti sono i suoi interventi sul tema dei limiti oggettivi esistenti alla carriera delle donne in ambito scientifico e della persistente differenza di salario. Ha ideato e è presidente di TIWS (Top Italian Women Scientists), il club delle scienziate italiane più citate in campo biomedico.

## Attività politica
Iscritta al Partito Democratico, alle elezioni politiche del 2022 viene candidata al Senato nel collegio uninominale Lombardia - 05 (Cologno Monzese) per il centro-sinistra, ma ottiene il 29,07% ed è sconfitta dal candidato del centrodestra Ignazio La Russa (46,40%), non risultando dunque eletta.

## Incarichi
È componente delle redazioni delle seguenti riviste scientifiche:
- Journal of the National Cancer Institute[26]
- Carcinogenesis[27]
- Molecular Cancer Therapeutics[28]
- Clinical & Experimental Metastasis[29]
- Pathology Oncology Research[30]

Presidente delle seguenti società e Gruppi di studio:
- Comitato Tecnico Scientifico di O.N.Da (Osservatorio Nazionale sulla salute della Donna), dal 2013-2017
- Società Italiana di Cancerologia (SIC), dal 2007-2009
- Società Internazionale per lo Studio della Metastasi,
- Metastasis Research Society (MRS), dal 2002-2004

## Riconoscimenti
- Firenze Donna per il settore ricerca scientifica nel 2000[31]
- Premio Amelia Earhart nel 2004[32]
- premio Berlucchi nel 2007[33]
- Premio Ippocrate Sezione “Il Ricercatore” nel 2010
- Premio ITWIIN (Associazione Italiana Donne Inventrici e Innovatrici) per la Migliore Donna Inventrice e Innovatrice nella categoria Alta Formazione nel 2013
- Premio EUWIIN (Network Europeo Donne Inventrici ed Innovatrici nel 2015[34]
- Premio “Luigi Castagnetta” per la Ricerca Oncologica nel 2016[5]
- Veneziano dell’anno 2018[35]
- Ambasciatrice di Genova nel mondo[36]
- BBC 100 women 2020[37]
- Premio scientifico nazionale Leonardo Di Capua 2022

## Scritti

### Scritti scientifici
ha scritto oltre 300 articoli scientifici di cui se ne segnala una parte su  scholar.google.it. URL consultato il 24 aprile 2021.

### Interventi divulgativi
- La birra e le sue proprietà nutraceutiche, su multimedica.it. URL consultato il 28 febbraio 2021.
- Lara Bettinzoli, Proteggere il “microambiente” dell’organismo per prevenire i tumori, intervista a Adriana Albini, su prevenzionetumori.it, 4 aprile 2007. URL consultato il 28 febbraio 2021.
- La proteina che difende le donne dal cancro al seno, su multimedica.it. URL consultato il 28 febbraio 2021.
- Adriana Albini, Messaggio di Adriana Albini per la Giornata Internazionale delle Donne e le Ragazze nella Scienza, su YouTube, United Nations Regional Information Centre for Western Europe, 11 febbraio 2021. URL consultato il 26 febbraio 2021.
- Adriana Albini, TIWS intervista rilasciata da Adriana Albini, su YouTube, MedLIFE TV, 21 febbraio 2021. URL consultato il 26 febbraio 2021.
- (EN) Adriana Albini, Covid19, some scientific facts, su YouTube, Ministero della Salute: ricevi notizie su COVID-19., 26 marzo 2020. URL consultato il 26 febbraio 2021.

### Narrativa
- Le ali della fenice, Torino, Genesi, 2001.
- Un clone in valigia. L'avventura americana di una ricercatrice, Genova, F.lli Frilli, 2004.
- Gian Paoo Tonini e Adriana Albini, Come il vento sul grano. Una storia d'amore e OGM, Genova, Fratelli Frilli, 2006.
- La danza delle cellule immortali, Genova: Fratelli Frilli, 2008.
- Il destino dell'11 settembre, Venezia 11 settembre 1970, New York 11 settembre 2001, Genova, Liberodiscrivere, 2011.
- Codice segreto, Milano, Mondadori, 2012, con lo pseudonimo Adrienne Blanche White[4]